# Police nationale d'Haïti Football Club
Pour les articles homonymes, voir Police Football Club.
Maillots
La Police Nationale d'Haïti FC est un club de football haïtien situé au Port-au-Prince. Il évolue dans le championnat national d'ascension (D2).